# Petri Camera Company
La Petri Camera Company è stata un'azienda giapponese produttrice di fotocamere.

## Storia
Fu fondata nel 1907 con il nome Kuribayashi Seisakusho da Kuribayashi Yōji. Dopo aver cambiato a più riprese la denominazione sociale, nel 1962 divenne Petri Camera Company. Nel 1977 andò incontro a bancarotta e, dopo ulteriori vicissitudini, negli anni '80 cessò la produzione, mentre il suo marchio fu acquistato da Cosina.
La prima macchina fotografica prodotta fu la Speed Reflex, uscita nel 1919 o nei primi anni '20. Dal 1929 alla seconda guerra mondiale molte fotocamere vennero commercializzate come prodotte da "First Camera Works", pare per iniziativa del distributore "Minagawa Shōten".
La prima fotocamera 35mm fu la Petri 35 nel 1954, mentre la prima reflex 35mm fu la Penta nel 1959. In quegli anni Petri produceva anche cineprese e binocoli. Secondo alcune fonti Petri, in tempi recenti, avrebbe prodotto telescopi.

## Modelli

### Formato 35 mm

#### Fotocamere a telemetro

Petri 35 (1954)

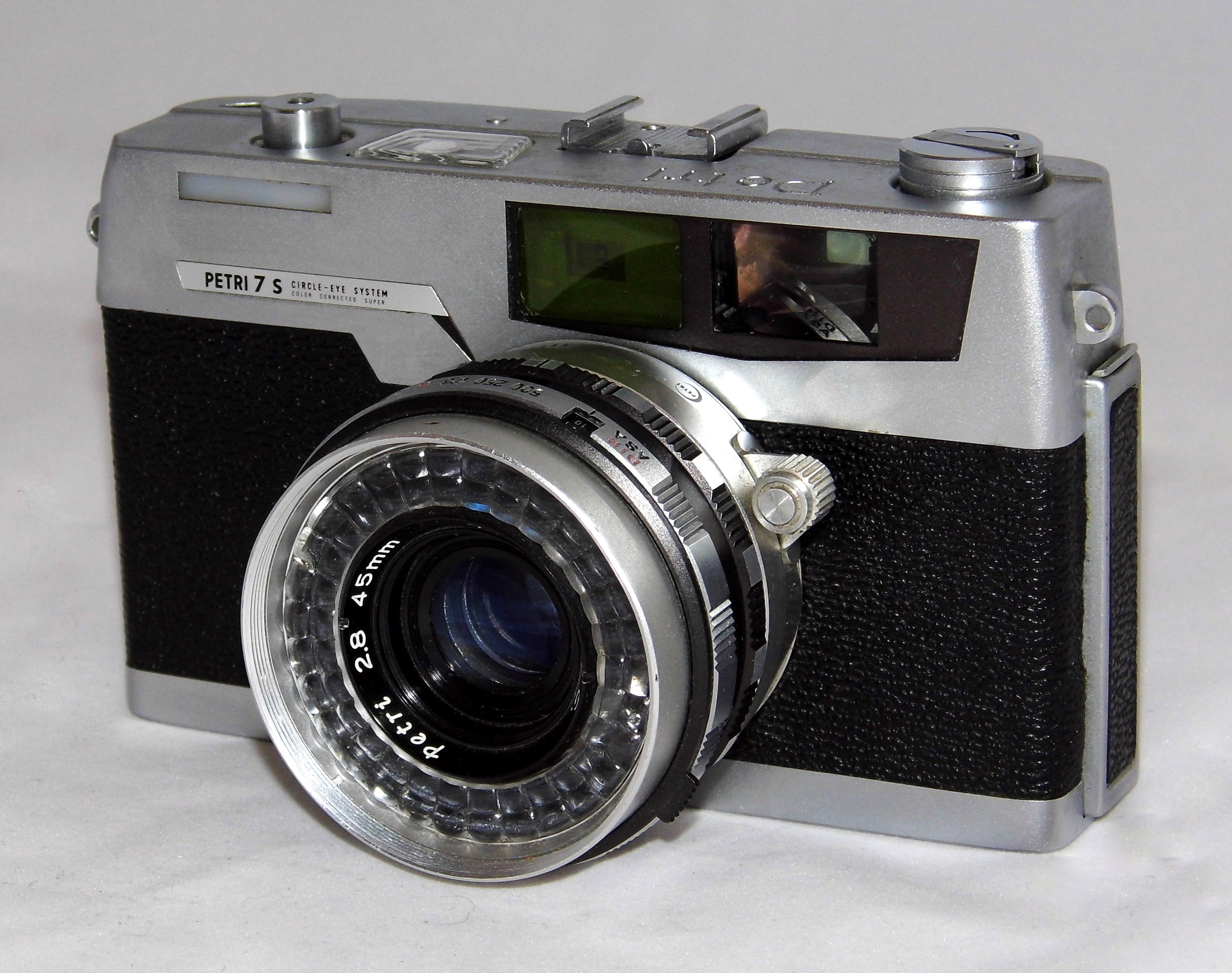
Petri 7s (1962)

- Petri 35 (1954)
- Petri 35 Color Corrected Super
- Petri E.bn
- Petri Prest (1961)
- Petri 7 (1961)
- Petri 7s (1962)
- Petri 7s II(1976)
- Petri Racer (1966)
- Petri Pro 7 (1963)
- Petri Computor 35
- Petri Computor II (1972)
- Petri ES Auto (1974)

#### Fotocamere compatte

Petri Color 35 (1968)

- Petri Color 35
- Petri Color 35 D
- Petri Color 35 E (1970)
- Petri Micro Compact (1976)

#### Fotocamere 18x24mm
- Petri Half (1960)
- Petri Compact
- Petri Compact E (1960)
- Petri Half 7 (1962)

#### Fotocamere reflex SLR

Petri Flex 7 (1964)

- Petri Penta (1959)
- Petri Flex
- Petri Flex V (1961)
- Petri Flex 7 (1964)
- Petri V VI
- Petri V VI II
- Petri FT (1967)
- Petri TTL
- Petri FTE (1973)
- Petri FTX (1974)
- Petri FT II
- Petri FT EE
- Petri FT 1000 (1976)
- Petri FT 500 (1976)
- Petri FA-1 (1975)
- Petri MF-1 (1977)
- Petri TTL-2

### Formato 120

#### Fotocamere a soffietto 4,5×6 cm
- Semi First
- U Semi First
- BB Semi First
- Semi Rotte
- BB Semi Rotte
- Baby Semi First
- BB Baby Semi First
- Auto Semi First (a telemetro)
- Hokoku
- Mizuho
- Kuri
- BB Kuri
- Petri
- Karoron e Karoron S
- Karoron RF e Petri RF
- Petri Super e Petri Super V

#### Fotocamere a soffietto 6×6
- First Six
- U First Six

#### Fotocamere a soffietto 6×9
- First Roll
- First Center

#### Reflex biottiche 6×6
- First Reflex
- Petriflex

### Formato 127
- Eagle
- Speed Pocket
- Baby First
- Molby

### Grande formato
- Speed Reflex (1919?)
- Mikuni
- First
- First Etui
- Kokka